# Косцеша (герб)
Косцеша (пол. Kościesza, Strzegomia, Strzegomya, бел. Касьцеша) — польский дворянский герб.

## Описание
В поле червлёном копье или стрела белого цвета с раздвоенным основанием, а повыше его перекладина эфеса от шпаги, так что вся фигура имеет вид креста под крышею или якоря с рукояткою вниз.

## Легенда
Название своё получила эта эмблема от витязя Косцеши, который в 1072 г. храбро оборонялся против врагов в присутствии короля Болеслава Смелого. Когда кончилась битва и польское войско стало сносить добычу, тогда приступил и Косцеша. Держа промеж ног копье, он открыл голову и, показывая на ней огромные раны и переломленный меч, сказал: «В этом и состоит вся моя добыча». В память такого подвига дана Косцеше в герб описанная фигура, которая принята многими знатными фамилиями.

## Герб используют
- Косцеша:

### А
1. Адуровичи (Adurowicz)
2. Азюбековичи (Aziubekowicz)
3. [www.lyczkowski.net/ru/gerbovnik/belorusskoj-shljahty/tom-1.html#tab-feature-center2 Александровичи] (Aleksandrowicz, Alexandrowicz)
4. Алишевские
5. Астутовичи (Astutowicz)

### Б
1. Баварские (Bawarski)
2. Базаревичи
3. [www.lyczkowski.net/ru/gerbovnik/belorusskoj-shljahty/tom-2.html#tab-feature-center2 Барановичи] (Baranowicz)
4. Бендонские (Bendonski)
5. [www.lyczkowski.net/ru/gerbovnik/belorusskoj-shljahty/tom-2.html#tab-feature-center3 Бересневичи] (Beresniewicz)
6. Блюсы (Blus)
7. Бодуркевичи (Bodurkiewicz)
8. Болсуновские (Болсуновичи) (Bolsunowski, Bolsunowicz)
9. Больсановские (Bolsanowski)
10. Борейко (Boreyko)
11. Борткевичи (Bortkiewicz)
12. Боуфаллы (Bouffall)
13. Бранвицкие (Branwicki)
14. Бржезинские (Brzezinski)
15. Бржостовские (Brzostowski)
16. Буяльские [2] (Bujalski)

### В
1. Вавровские (Wawrowski)
2. Вавронские (Wawronski)
3. Валкевичи (русский род) (ОГ VII, 110)
4. Вальчевские (Walczewski)
5. Вашкевичи (Waszkiewicz)
6. Величко (Wieliczko)
7. [www.lyczkowski.net/ru/gerbovnik/belorusskoj-shljahty/tom-3.html#tab-feature-center3 Верещаки] (Wereszczaka)
8. Веславские (Wesławski)
9. Верцишевские (Wierciszewski)
10. Вилямовские (Wilamowski)
11. Виюк (Wijuk)
12. Вноровские (Wnorowski)
13. Водынские (Wodynski)
14. Войно-Оранские
15. [www.lyczkowski.net/ru/gerbovnik/belorusskoj-shljahty/tom-3.html#tab-feature-center3 Волки] (Wołk)
16. Волковичи (Wołkowicz)
17. [www.lyczkowski.net/ru/gerbovnik/belorusskoj-shljahty/tom-3.html#tab-feature-center3 Волчковичи] (Wołczkowicz)
18. Володзько (Wołodźko)
19. Вольские (Wolski)
20. Вроновские (Wronowski)
21. Вронские (Wronski)
22. Вронцкие (Wroncki)

### Г
1. [www.lyczkowski.net/ru/gerbovnik/belorusskoj-shljahty/tom-4.html#tab-feature-center7 Герловичи]
2. Гецевичи (Giecewicz)
3. Глецевичи (Gliecewicz)
4. Гневоши (Gniewosz)
5. Годлевские(Godlewski)
6. Голашевские (Golaszewski)
7. графы и дворяне Голеевские [3] (Golejewski)
8. Голоцкие (Golocki)
9. Гржива (Grzywa)
10. Громыко (Hramyka)
11. Гроностайские (Gronostajski)
12. Гуменецкие (Humieniecki)

### Д
1. Далинские (Dalinski)
2. Дальвинские (Dalwinski)
3. Дальвицкие (Dalwicki)
4. Дзешуки (Dzieszuk)
5. [www.lyczkowski.net/ru/gerbovnik/vitebskoj-shljahty.html Дзятловичи] (Dzialtowicz)
6. Добковские (Dobkowski)
7. князья и дворяне Дольские (Dolski)
8. Дорогостайские (Dorohostaiski, Dorohostajski, Dorohostayski)
9. Дорошкевичи (Doroszkiewicz)
10. Дорховские (Dorchowski)
11. Дылевские (Dylewski)

### Е
1. Езерковские (Jeziorkowski)
2. Есеновские (Jesionowski)

### Ж
1. Жабы (Zaba)
2. Жаровские (Zarowski)
3. Жедзяны (Zedzian)

### З
1. Забинские (Zabinski)
2. Завои (Zawoj)
3. [www.lyczkowski.net/ru/gerbovnik/vitebskoj-shljahty.html#tab-feature-center4 Закревские] (Закршевские, Закржевские) (Zakrzewski)
4. Залеские (Zaleski)
5. Залуские (Zaluski)
6. [www.lyczkowski.net/ru/gerbovnik/orshanskoj-shljahty.html#tab-feature-center2 Замбрицкие] (Замбржицкие) (Zambrzycki)
7. Зарецкие (Zarecki)
8. Зарембы (Zaremba)
9. Зберовские (Zberowski)
10. Збильтовские (Zbiltowski)
11. Збируские (Zbiruski)
12. Здзиховские (Zdzychowski)
13. Зержинские (Zerzynski)
14. Зубек (Zubek)

### И
1. Игнатовичи (Ihnatowicz)

Илляшевичи/Иллясевичи/Ильяшевичи/Ильясевичи(Illaszewisz/Illassewisz/Iliaszewisz)
1. Ишоры (Iszora)

### К
1. [www.lyczkowski.net/ru/gerbovnik/vitebskoj-shljahty.html#tab-feature-center2 Каковские] (Kakowski)
2. графы бароны и дворяне фон Карницкие (von Karnicki)
3. Клаусгеловичи (Klausgielowicz)
4. Климовичи (Klimowicz)
5. Кноль (Knoll)
6. Кобельские (Kobelski)
7. Кобыльские (Kobylski)
8. [www.lyczkowski.net/ru/gerbovnik/vitebskoj-shljahty.html#tab-feature-center2 Кореневские] (Korzeniewski)
9. [www.lyczkowski.net/ru/gerbovnik/vitebskoj-shljahty.html#tab-feature-center2 Козарины] (Козарыны) (Kozaryn)
10. Колаковские [4] (Колонковские) (Kolakowski)
11. Коленко (Kolenko)
12. Коложембские (Kolozebski)
13. Копытковские (Kopytkowski)
14. Космовские (Kosmowski)
15. Коссовецкие (Kossowiecki)
16. Коссовские (Kossowski)
17. Костржессы (Kostrzessa)
18. Косцельские (Koscielski, Koszielski)
19. Косцеские (Koscieski)
20. Косцецкие (Kosciecki)
21. Косцеши (Kosciesza, Kosziesza)
22. Косцишевские (Kosciszewski)
23. Кояловичи (Kojalowicz, Kojalowicz Wijuk)
24. Крогер (Kroger)
25. Кроп (Кропа) (Krop, Kropa)
26. Кубицкие
27. Кулаковские (Kulakowski)
28. Купсци (Kupsc)
29. Курницкие (Kurnicki)

### Л
1. Лазаровичи (Lazarowicz)
2. Листовские (Listowski)
3. Лончинские (Laczynski)
4. Лускины (Luskin)

### М
1. Мацкевичи (Mackiewicz)
2. [www.lyczkowski.net/ru/gerbovnik/vitebskoj-shljahty.html#tab-feature-center2 Менжинские] (Менженские) (Mezynski, Mezenski, Menzynski)
3. Менцинские (Meczynski)
4. Мержвинские (Mierzwinski)
5. Мержеевские (Mierzejewski)
6. Мерло (Merlo)
7. Милашевичи (Miłaszewicz)
8. Милошевские (Miloszewski)
9. Мирковские (Mirkowski)
10. Мирошевские (Miroszewski)
11. Михалкевичи (Michalkiewicz)
12. Мнишевские (Mniszewski)
13. Мосцицкие (Moscicki)
14. Муравицкие (Murawicki)

### Н
1. Нагоржевские (Nagorzewski)
2. Нагуршевские (Нагушевские) (Nagurzewski, Naguschewski)
3. Наритовичи (Naritowicz)
4. Наруцкие
5. Нарвид (Нарвит) (Narwid, Narwit)
6. Нарвитовичи (Narwitowicz)
7. Навсуц
8. Нахорецкие (Nachorecki, Nahorecki)
9. Невегловские (Nieweglowski)
10. Невядомские (Niewiadowski)
11. Нелюбовичи (Nielubowicz)
12. Нечковские (Nieczkowski)
13. Нешковские (Nieszkowski)
14. Нуровские (Nurowski)

### О
1. Ожегальские (Ozegalski)
2. [www.lyczkowski.net/ru/gerbovnik/belorusskoj-shljahty/tom-1.html#tab-feature-center2 Ольшевские] (Olszewski)
3. Опелевские (Opelewski)
4. [www.lyczkowski.net/ru/gerbovnik/belorusskoj-shljahty/tom-1.html#tab-feature-center3 Оранские] (Oranski)
5. Ордынец (Ordyniec)

### П
1. Правецкие (Prawecki)
2. Пржиборовские (Przyborowski)
3. Пржибыльские (Przybylski)
4. Пудлинские (Pudlinski)
5. Пудловские (Pudlowski)
6. Пузовские (Puzowski)
7. Пукшта (Pukszta)

### Р
1. Раковские (Rakowski)
2. Ракойские (Rakoyski)
3. Ратомские (Ratomski)
4. Рещинские (Reszczynski)
5. Ржержинские (Ржезинские) (Rzerzynski, Rzezynski)
6. Ржечинские (Rzeczynski)
7. Рудавские (Rudawski)
8. Рудзеевские (Rudziejewski)

### С
1. Салапские (Salapski)
2. Саневские (Saniewski)
3. Секержинские (Siekierzynski)
4. Семашкевичи (Siemaszkiewicz)
5. Сеткевичи (Sietkiewicz)
6. Сехмовицкие (Siechmowicki)
7. Скердовские (Skierdowski)
8. Скленские (Sklenski)
9. Скорульские (Skorulski)
10. Скробот (Skrobot)
11. Скрыванские (Skrywanski)
12. Славогорские (Slawogorski)
13. Слончевские (Слонцевские) (Sloncewski, Slonczewski)
14. Смильгины (Smilgin)
15. Сопоцкие (Сопоцко) (Sopocki, Sopocko)
16. Станиславские (Stanislawski)
17. Стеткевичи (Статкевичи) (Stetkiewicz, Statkievic)
18. Стецкевичи (Steckiewicz)
19. Стржегоцкие (Strzegocki)
20. Стрышевские (Stryszewski, Stryszewski Gniewosz, Strzyszewski)
21. Суклицкие (Suklicki)
22. Сулишевские (Suliszewski)
23. Сулковские (Sulkowski)
24. Сухоцкие (Suchocki)

### Т
1. Таргон (Targon)
2. [www.lyczkowski.net/ru/gerbovnik/orshanskoj-shljahty.html#tab-feature-center2 Таргонские] (Targonski)
3. Тройновичи (Trojnowicz)
4. Троноские (Троновские) (Tronoski, Tronowski)
5. Тукальские (Tukalski)

### Х
1. Ходзицкие (Chodzicki)
2. Ходзко (Chodzko)
3. графы и дворяне Ходкевичи (Chodkiewicz)
4. Хотовские (Chotowski)
5. Хржонстовские (Chrzastowski)

### Ц
1. Циборовские (Ciborowski)

### Ш
1. Шалапские (Szalapski)
2. Шилко (Szylko)
3. Шимкевичи (Szymkiewicz)
4. Шимковичи (Szymkowicz)
5. Шимоновичи (Szymonowicz)
6. Шимчикевичи (Szymczykiewicz)
7. Шкленские (Шклинские) (Szklenski, Szklinski)

### Я
1. Яворские (Jaworski), Значко-Яворские
2. Яворы (Jawor)
3. Ялбржиковские (Jalbrzykowski)
4. Ярмола (Jarmola, Iarmola)
5. Ярмоловичи (Jarmolowicz)
6. Яшковские (Jaszkowski)
7. [www.lyczkowski.net/ru/gerbovnik/vitebskoj-shljahty.html Яцевичи] (Iacewicz, Jacewicz)

- Косцеша изм.:

1. Берешневичи (Beresniewicz, Bereszniewicz)
2. Блуси (Błuś)
3. [www.lyczkowski.net/ru/gerbovnik/belorusskoj-shljahty/tom-3.html#tab-feature-center2 Вальчевские]
4. Далинские (Дабинские) (Dalinski, Dabinski)
5. Дольские (Dolski)
6. Дороховские (Dorchowski)
7. Карницкие (Karnicki)
8. Коленко (Kolenko)
9. Пудловские (Pudlowski)
10. Пудловскяны (Pudlowskijan)
11. Пукшта (Pukszta)
12. Сеткевичи (Sietkiewicz)
13. Скорульские (Skorulski)
14. Сопоцкие (Сопоцко) (Sopocki, Sopocko)
15. Ходкевичи (Chodkiewicz)
16. Чижи (Czyz)

- Косцеша II изм.:

1. Шимоновичи (Шимановичи) (Szymonowicz, Szymanowicz)
2. [www.lyczkowski.net/ru/gerbovnik/vitebskoj-shljahty.html Бересьневичи] (Bereśniewicz)
3. [www.lyczkowski.net/ru/gerbovnik/vitebskoj-shljahty.html#tab-feature-center2 Лускины] (Łuskina)

- Косцеша III:

1. Александровичи (Alexandrowicz)

- Косцеша IV:

1. [www.lyczkowski.net/ru/gerbovnik/vitebskoj-shljahty.html#tab-feature-center4 Жыбы] (Żaba)

- Косцеша оцента (Kosciesza ocieta):

1. Виюк (Wiiuk)
2. кн. Долские (Дольские) (Dolski)
3. Муравицкие (Murawicki)
4. Шимковичи (Szymkowicz)

- Косцеша святла (Kosciesza swiatla):

1. Волковичи (Волковичи Коленко) (Wolkowicz, W. Kolenko)
2. Далинские (Dalinski)

- Косцеша Тэмпа (Kosciesza Tepa):

1. Дорогостаские (Dorohostaski).